# Реки времён
«Ре́ки времён» — дебютный студийный альбом рок-группы «Кипелов», выпущенный 6 октября 2005 года. Записан на московской студии Гигант Рекорд. Альбом не стал первым сольным альбомом Валерия Кипелова, — в 1997 году был выпущен альбом «Смутное время» — но первым с момента создания группы «Кипелов».

## История создания
Работа над альбомом началась в 2003 году. За время работы над новым материалом группа успела сменить двух гитаристов. Группу покинули сначала Сергей Терентьев, а затем Сергей Маврин. Для записи альбома был приглашён гитарист Виктор Смольский, параллельно играющий в группе Rage. Песни «Пророк» и «Дыхание Тьмы» появились в концертной программе в черновой версии ещё в 2004 году, причём их тексты несколько отличались от альбомного варианта.
В альбом вошла песня уже ушедшего из группы Сергея Маврина «Пророк», являющаяся вариацией песни «Падший» с его сольного альбома 2004 года «Запрещённая реальность». «Пророк» использует мелодию «Падшего» в заметно более тяжёлой аранжировке, а также развивает тему одиночества и взаимоотношений человека и Бога, начатую в «Падшем». Для своего сингла «Обратная сторона реальности» Маврин позже записал третью часть песни. («Человек или бог, дьявол я или пророк…»).
Финальным этапом работы занимался Виктор Смольский. Музыканты выдали ему весь материал и он, используя свои связи и умение находить общий язык смог найти студию в Германии, которая согласилась помочь в доведении материала до ума. Никто из музыкантов коллектива во время этого этапа не присутствовал, чем сам Виктор был очень расстроен.
В альбом не вошла выпущенная ранее отдельным синглом песня «Вавилон». 
Презентация альбома «Реки Времён» состоялась 18-19 ноября 2005 в ДК Горбунова.
Пересведённая Томми Хансеном на датской студии «Jailhouse» версия альбома поступила в продажу 15 октября 2007 года. Специально для неё Вячеслав Молчанов переписал записанные до этого Виктором Смольским соло в песнях «Пророк» и «Не сейчас». В качестве бонуса на диск был добавлен видеоклип «Не сейчас», звуковая дорожка к которому была сделана на «Finnvox Studios».

## Список композиций
Все тексты написаны Маргаритой Пушкиной и Валерием Кипеловым, если не указано другое.
| №  | Название           | Текст песни            | Музыка             | Длительность |
| -- | ------------------ | ---------------------- | ------------------ | ------------ |
| 1. | «На распутье»      |                        | Андрей Голованов   | 5:01         |
| 2. | «Дыханье тьмы»     |                        | Кипелов            | 5:07         |
| 3. | «Пророк»           | Пушкина, Сергей Маврин | Маврин             | 5:26         |
| 4. | «Не сейчас»        |                        | Кипелов            | 4:55         |
| 5. | «Матричный Бог»    |                        | Голованов          | 6:36         |
| 6. | «Я здесь»          |                        | Кипелов            | 5:38         |
| 7. | «Наважденье»       |                        | Алексей Харьков    | 5:38         |
| 8. | «Реки времён»      |                        | Харьков            | 4:56         |
| 9. | «Призрачный взвод» |                        | Голованов, Кипелов | 4:59         |

В качестве бонуса на изданиях с буклетом включён клип на песню «Я здесь».

## Клипы к альбому
1. «Я здесь» (с участием Виктора Смольского). Клип был снят в стиле средневековой саги, философской притчи о вечном поиске смысла жизни и идеальной любви. Смольский играет роль воина, раненного в битве, которого воскрешает некая светлая сила. На протяжении всего клипа он странствует, встречается с удивительными существами, пытаясь найти свою любовь.
2. «Не сейчас» — клип с использованием фрагментов концерта Кипелов-Rage в Лужниках (2006). Дракон уходит от погони, его преследуют и обстреливают два вертолёта. В поисках убежища змей залетает в Лужники на концерт Кипелова. На радостях он устраивает для группы пиротехническое шоу. Соло в клипе исполняет В. Молчанов, специально переписавший его. Режиссёр — Богдан Дробязко.

## Участники записи
- Валерий Кипелов — вокал
- Алексей Харьков — бас-гитара
- Андрей Голованов — гитара, акустическая гитара
- Александр Манякин — барабаны, перкуссия
- Виктор Смольский — гитара, продюсер, звукорежиссёр
- Вячеслав Молчанов — гитара (соло на треке (3) и (4) (в пересведённой версии)